# Haier
Haier (chinois simplifié : 海尔 ; chinois traditionnel : 海爾 ; pinyin : Hǎi'ěr) est un conglomérat chinois, dont le siège se situe à Qingdao. Ses deux spécialités sont l'électroménager et les téléviseurs. 
L'entreprise est dirigée depuis le début par Zhang Ruimin (en). L'histoire du développement et du succès de cette entreprise et de son manager a été le sujet d'un film du cinéaste chinois Wu Tianming de la série Gandong Zhongguo niandu renwu pingxuan (zh) (感动中国年度人物评选, « sélection émouvante de personnalités de l'année fiscale en Chine ») sorti en 2002.
Le groupe Haier affiche en 2019 un chiffre d'affaires de 37,2 milliards de dollars, tous secteurs confondus.

## Histoire
Haier est fondé en 1984, à partir d'une petite entreprise collective de fabrication de réfrigérateurs de Qingdao dans la province du Shandong, au nord-est de la Chine, par le directeur général Zhang Ruimin. Sa stratégie consiste à asseoir sa domination sur son marché intérieur, diversifier son offre, puis partir à la conquête des marchés extérieurs. Zhang Ruimin commence donc par racheter des entreprises chinoises déficitaires à la demande des autorités locales. En 1991, Haier se diversifie dans l'air conditionné. En 1995, le groupe italien Merloni Elettrodomestici S.p.A. veut s'implanter en Chine et choisit de créer une coentreprise avec Haier, appelée Merloni Haier Washing Appliances Company, pour produire des machines à laver pour le marché chinois et pour l’exportation vers les marchés d'Asie,. En 1997, Haier se lance dans le secteur des téléviseurs. À chaque fois, les entreprises reprises passent sous la marque Haier. En 2000, Zhang Ruimin entre au Comité central du Parti communiste chinois. 
En 1999, Haier ouvre une usine aux États-Unis, en Caroline du Sud et en 2002 une usine de réfrigérateurs en Italie près de Padoue et une usine de montage en Tunisie.
En juin 2005, Haier a montré son intérêt pour le rachat de l'américain Maytag Corporation (en), s'associant pour cela avec les fonds privés Blackstone et Bain Capital pour une OPA. Ripplewood Holdings, un autre fonds américain s'est également montré intéressé, mais Whirlpool a fait la meilleure offre sur Maytag à 21 dollars par action soit 1,7 milliard de dollars au total.
En juillet 2011, Haier acquiert, pour 130 millions US$, la division électroménager de Sanyo au Japon et en Asie du Sud-Est, à la suite du rachat de Sanyo par Panasonic.
En novembre 2012, Haier acquiert une participation de 90 % dans Fisher & Paykel, une entreprise néo-zélandaise, pour 927 millions de dollars néo-zélandais soit l'équivalent de 766 millions de dollars américains, avant d'acquérir les participations minoritaires restantes,.
En janvier 2016, après le refus, par l'administration américaine, de la vente de Hotpoint USA, sa division électroménager, à Electrolux, General Electric annonce la vente de cette même division à Haier pour 5,4 milliards de dollars américains en liquidité.
Le 28 septembre 2018, Haier annonce le rachat du groupe italien Candy Hoover et s'engage à investir 475 millions d'euros. La transaction est finalisée le 8 janvier 2019.
En décembre 2023, Carrier annonce la vente de sa filiale de réfrigération industrielle et commerciale, qui représentait près de 20 % de son activité, à Haier pour 775 millions de dollars.

## Activité
Le marché des articles ménagers (électroménager, audiovisuel, matériel informatique) est un marché extrêmement concurrentiel. Les fabricants doivent faire face à un marché en déflation constante qui rogne chaque année les marges. Par exemple le marché français des articles ménagers est resté stable à 20 milliards d'euros depuis 1995 alors que les volumes vendus y ont été multipliés par sept. Les raisons de cette déflation sont l'évolution rapide de la technologie et une forte concurrence. Les Japonais dominaient ces marchés dans les années 1980, les Sud-Coréens les ont remplacés dans les années 2000, aujourd'hui les fabricants chinois s'imposent. Sur le seul marché de la télévision, les géants d'hier Sony, Panasonic ou Philips ont laissé la place aux sud-coréens Samsung (leader mondial) et LG (numéro deux). Au début des années 2010, les fabricants chinois tels que Haier deviennent à leur tour des acteurs de premier plan. En novembre 2011, Philips, le dernier fabricant européen, cède son activité téléviseurs au chinois TPV Technology. 
Dans l'électroménager en Europe, où le groupe ne possède que 3 % de parts de marché, Haier doit faire face à la concurrence de groupes américains (Whirlpool), européens (Electrolux, FagorBrand, BSH Hausgeräte, Indesit), coréens (LG, Samsung) ou encore turcs (Beko, filiale d'Arçelik A.Ş.). Haier a ouvert en juillet 2011 un centre de R&D à Nuremberg en Allemagne et cherche à étendre son activité dans les systèmes de chauffage et de climatisation. La difficulté du marché européen est sa grande fragmentation, chaque pays ayant ses propres spécificités et attentes dans le domaine de l'électroménager.
Au Japon, Haier rachète à l'été 2011 l'activité électroménager de Sanyo et y a ouvert début 2012 deux centres de R&D.
Haier fait partie du Shanghai Stock Exchange et de l'indice Dow Jones China 88.

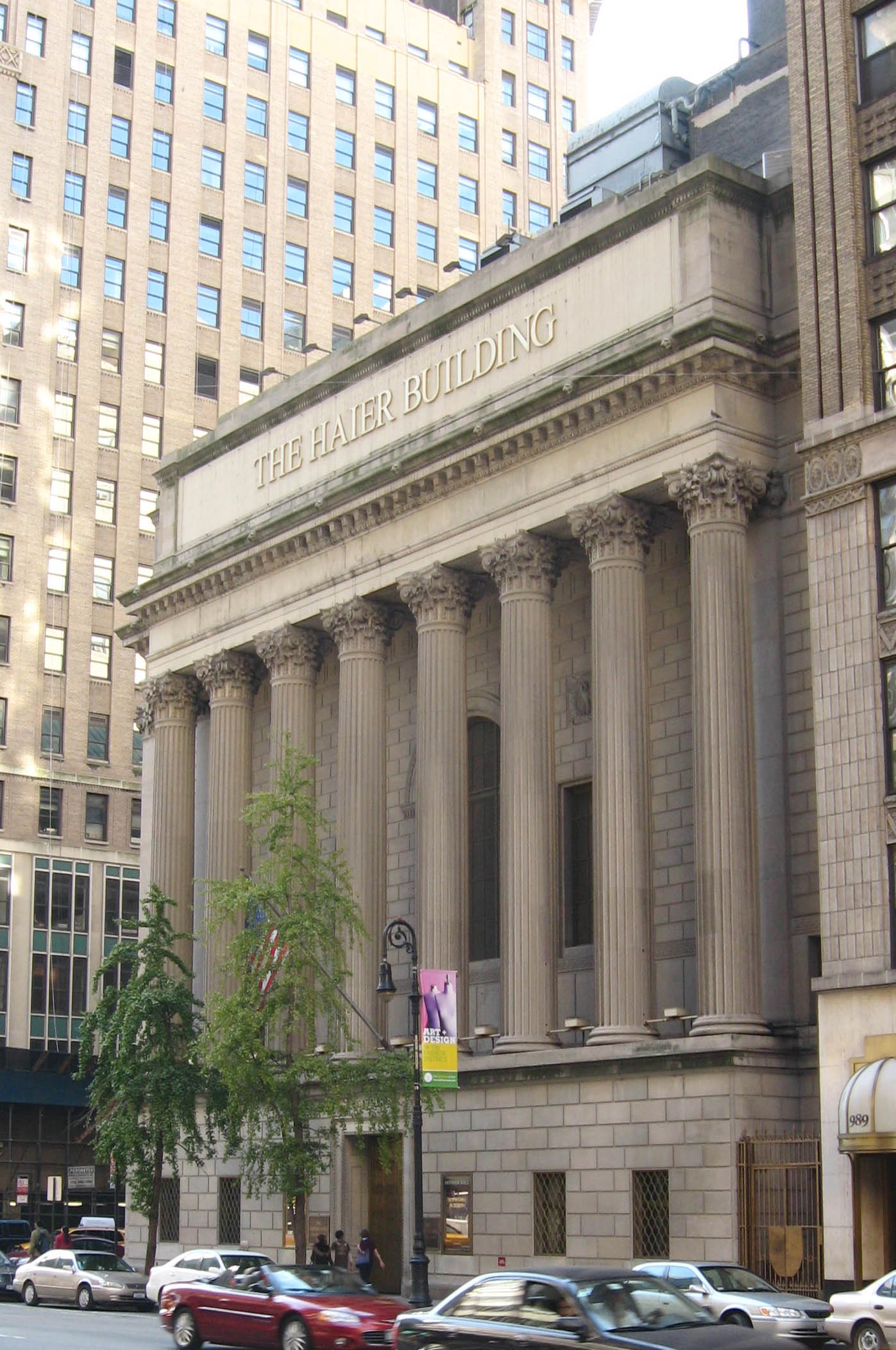
Le bâtiment Haier à Manhattan (New York)

## Production
En 2014, Haier emploie 70 000 salariés et possède 29 usines dans le monde dont 13 en Chine. En Europe, elle possédait une usine en Italie (à Campodoro) qui était allouée à l'assemblage de réfrigérateurs. 50 % des pièces qui y étaient utilisées provenaient d'Asie. En 2016 Haier ferme cette usine. Haier a des usines dans cinq pays africains : Tunisie, Nigeria, Égypte, Algérie et Afrique du Sud. Aux États-Unis, ses usines sont situées à Camden, en Caroline du Sud. 
Haier produit toute la gamme des équipements nécessaire à la maison, réfrigérateurs, chauffe-eau, lave-vaisselle, gazinières, fours à micro-ondes jusqu'aux cuisines intégrées. Dans l'électroménager, Haier occupe, en 2014, la première place mondiale du marché des produits blancs avec 9,7 % de parts de marché. Ses produits phares sont pour les produits blancs :
- les réfrigérateurs ;
- les climatisations ;
- les machines à laver ;
- les congélateurs ;
- les aspirateurs.

L'entreprise s'est diversifiée dans la production des appareils audiovisuels, informatiques et de télécommunication. Elle a aussi développé une branche pharmacie et des activités dans le domaine des services.